# Bénédictine
Bénédictine è un liquore digestivo fabbricato a Fécamp in Normandia.

## Storia

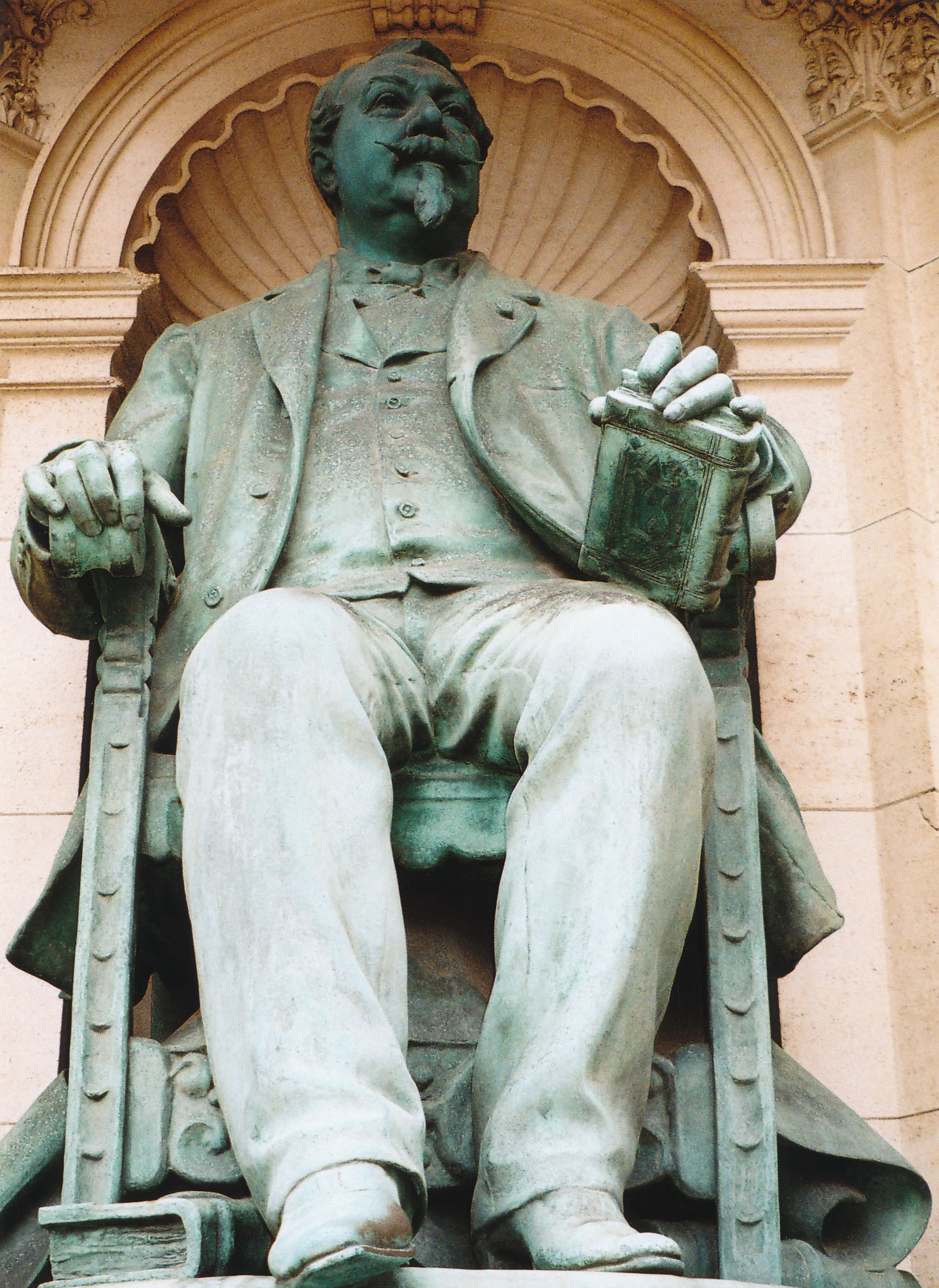
Statua raffigurante Alexandre Le Grand

Inizialmente l'élixir de santé dell'abbazia di Fécamp era stato messo a punto da un monaco veneziano, Bernardo Vincelli, nel 1510. Alchimista ed erborista, egli distillava alcune piante medicinali che si trovavano in abbondanza nel Pays de Caux, zona della Normandia. Esso era molto apprezzato dal re di Francia Francesco I.
Durante la Rivoluzione francese vennero svuotati conventi e monasteri, e così si interruppe la fabbricazione del prodotto, perdendosi le ricette medicinali.
Nel 1863 un ricco mercante di vini, certo Alexandre Le Grand, trovò per caso nella sua biblioteca, l'antico documento. Decise allora di decifrarlo e dopo un anno di studi, arriva a ricostituirne la ricetta.
Il Le Grand intraprese quindi la produzione di un nuovo elisir che chiamò Bénédictine, in omaggio al monaco benedettino Bernardo Vincelli, inventore.
Il successo del Bénédictine fu immediato e la produzione raggiunse quasi le 150.000 bottiglie all'anno, fin dal 1873, tanto che nel dicembre 1905 Le Grand aprì un prestigioso punto vendita sul Boulevard Haussmann a Parigi.
Tuttavia il successo costrinse il suo produttore a lottare contro le contraffazioni. Il marchio è depositato nel 1875 e per distinguere il proprio prodotto dalle imitazioni, ogni bottiglia di Bénédictine fu munita di un tappo che portava l'iscrizione: Véritable Bénédictine (Vero Bénédictine) tutto intorno, con sotto l'iniziale D.O.M. (Deo Optimo Maximo, dal latino: A Dio, il migliore, il più grande), ed un'ampia legatura di piombo attorno al collare delle bottiglie con l'iscrizione: Véritable † Bénédictine.
La morbidità del prodotto finito richiede molti processi di distillazione e circa due anni d'invecchiamento. È imbottigliato a Beaucaire, in Occitania.
Nel 1930 un barman New Yorkese del 21 Club inventa il cocktail B&B (Bénédictine & Brandy), con il 40% di cognac (brandy) e il 60% di Bénédictine: questo cocktail fu presto messo in produzione dall'azienda ed è soprattutto venduto in exportazione per i paesi anglosassoni, giustificando così il nome del prodotto in lingua inglese.
La Bénédictine venne acquistata nel 1986 dal Gruppo Bacardi-Martini.

## Prodotto
La ricetta è ancora tenuta segreta e ne esistono tre copie, nascoste in tre posti diversi del pianeta.
Viene preparato in quattro fasi di lavorazioni. Dapprima la distillazione in alambicchi di rame rosso di 27 spezie orientali e molte piante locali come l'Angelica, l'Issopo, il Ginepro, la Mirra, lo Zafferano, il Macis d'Indonesia, le foglie di Abeti, l'Aloe, l'Arnica, la Melissa, il Tè nero, il Timo, il Coriandolo, i Chiodo di garofano, il Limone, la Vaniglia del Madagascar, Cannella di Ceylon, le scorze d'Arancia e Limone, ecc.
Macerazione nell'alcol di Barbabietola, per il suo sapore neutro. Quattro alcol invecchiano separatamente in botti di rovere, prima di essere assemblati per otto mesi e poi miscelati per altri quattro con il Miele e un'infusione di zafferano. Invecchia per due anni in fusti di rovere.
Presenta un contenuto di alcol intorno al 40%

## Il Palais-Bénédictine

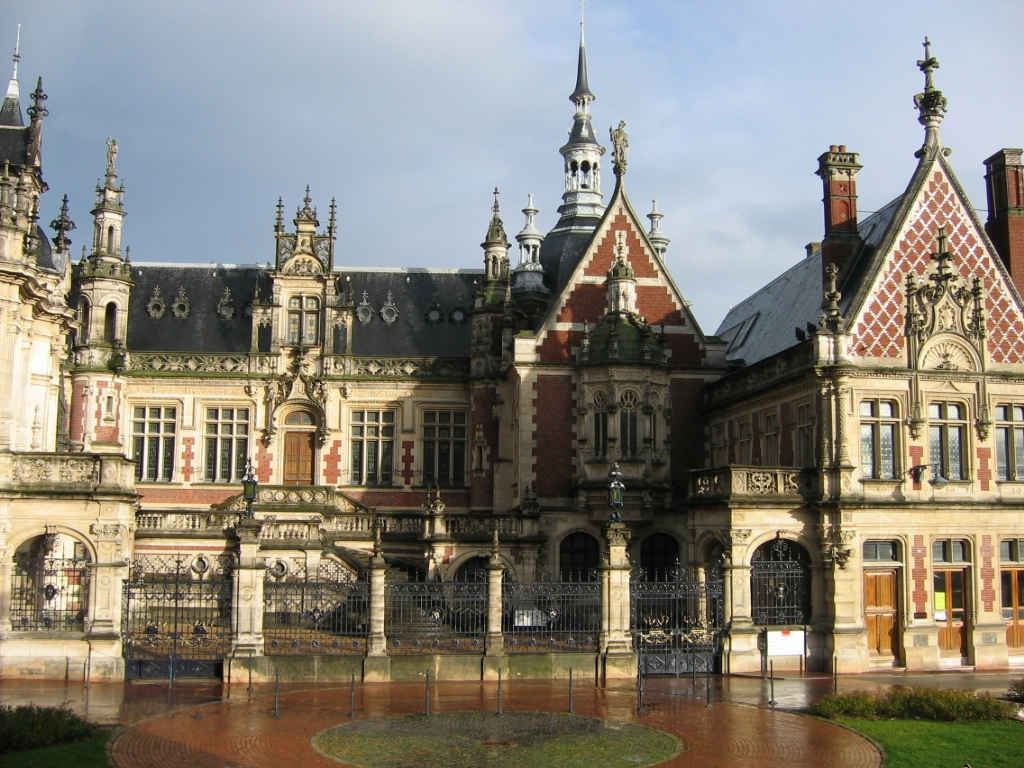
Il Palazzo Bénédictine.

Esso viene ancor oggi prodotto in un palazzo-fabbrica di stile gotico-rinascimentale, costruito nel 1888 per Le Grand dall'architetto Camille Albert come prezioso scrigno per la distilleria e per la raccolta della sua Collezione d'opere d'arte.

## Gastronomia
In Normandia il Bénédictine molto utilizzato nella preparazione di confetterie come i tartufi al Bénédictine o di dessert come le crespelle e il soufflé al Bénédictine.

## Cocktail
Il Bénédictine viene usato in numerosi cocktail, fra cui i seguenti:
Bourbon, Crazy Ben, Gypsy Variation, Kentucky Colonel, Moonstar, Orient Express, Rolls Royal Cocktail, Singapore Sling, Sunny day, Tarantula, Toothfull, Winters Moon.
B&B inventato nel 1930 da un barman del 21 Club di New York miscelandolo col Brandy.

## Galleria d'immagini

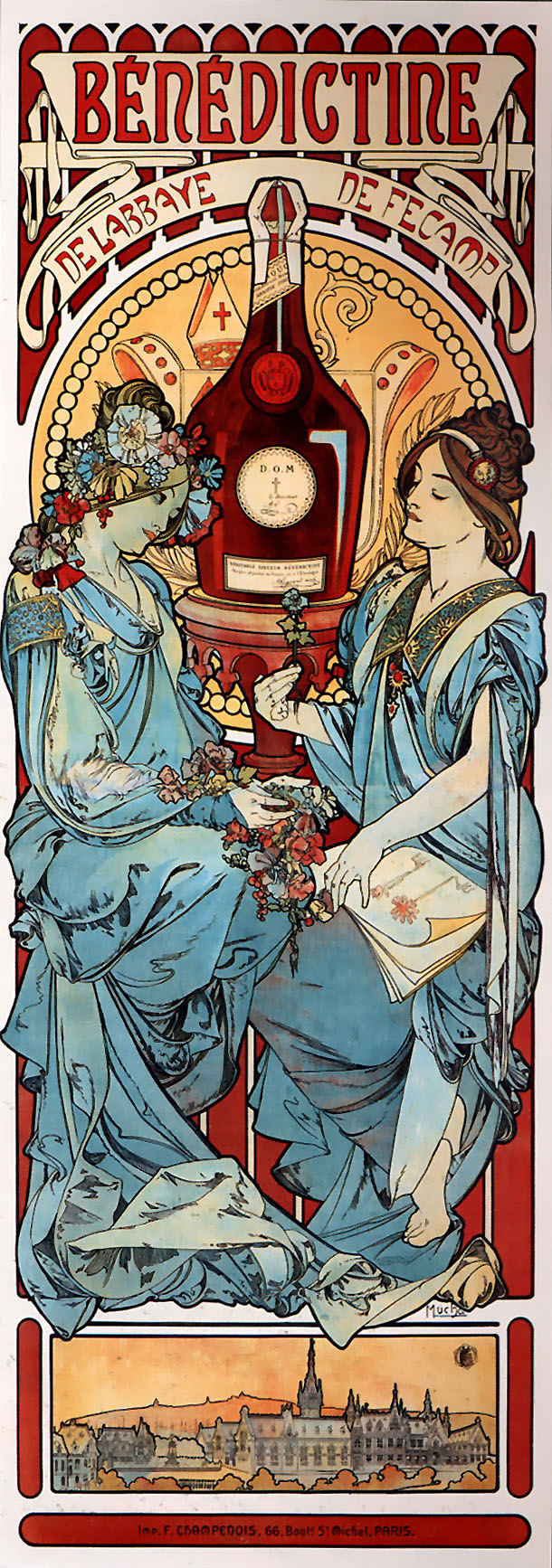
Manifesto del 1898 di Alfons Mucha
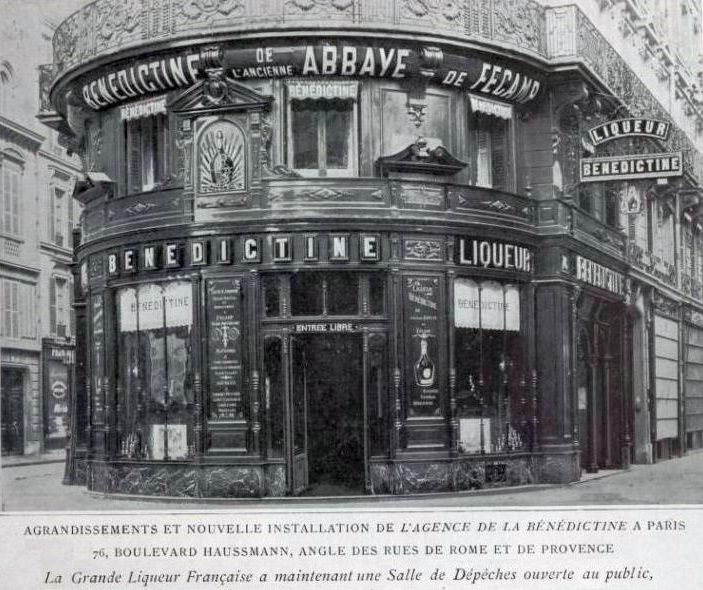
Il negozio parigino del 1905
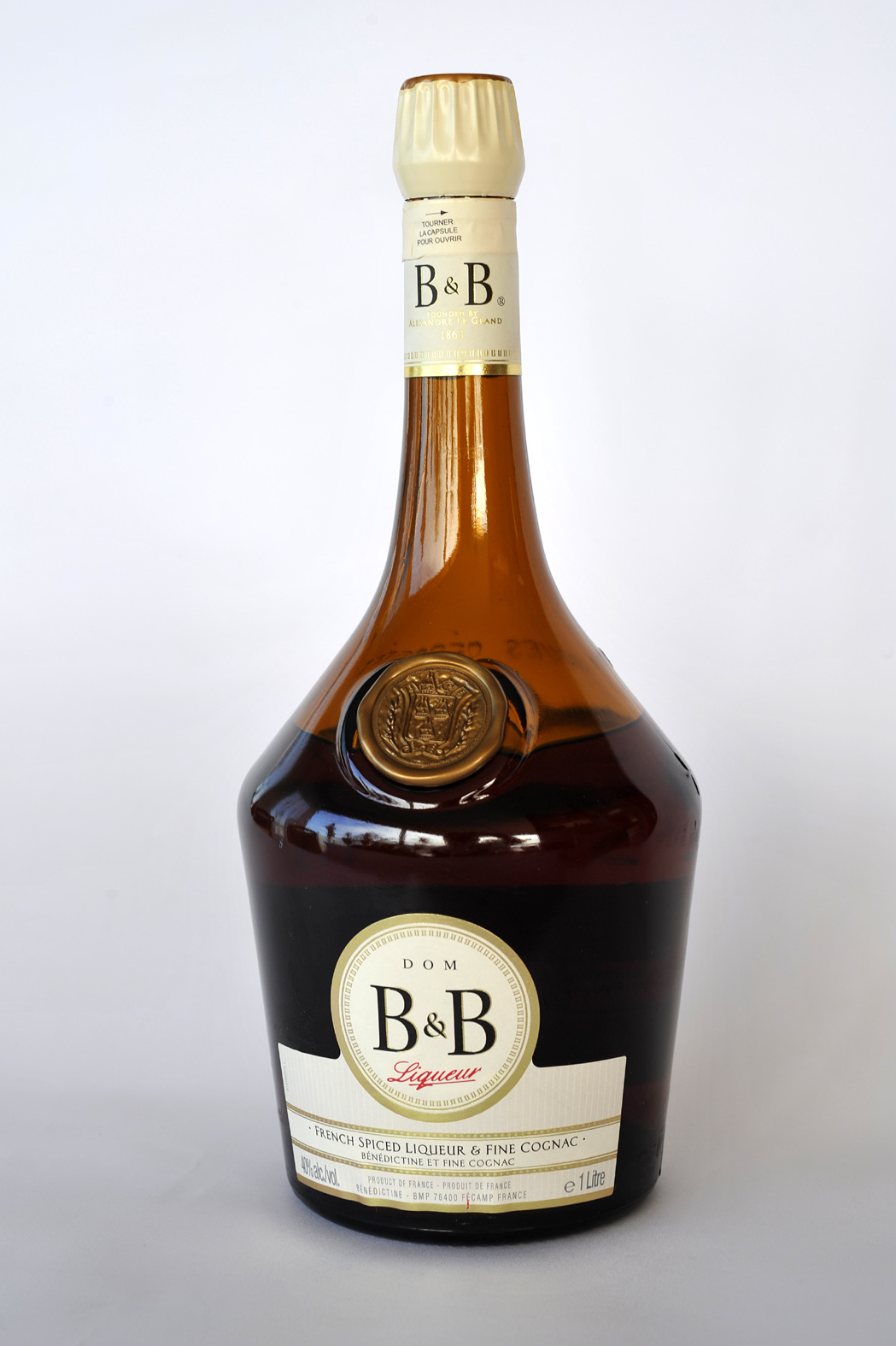
il B&B